# 니시우미촌
니시우미촌(西海村)은 니가타현 니시쿠비키군에 있던 촌이다.

## 역사
- 1889년 4월 1일 - 정촌제 시행에 의해 니시쿠비키군 니시우미촌이 성립하였다.
- 1954년 6월 1일 - 이토이가와정, 우라모토촌, 시모하야카와촌, 가미하야카와촌, 야마토가와촌, 오노촌, 네치촌, 고타키촌과 합병해 이토이가와시가 성립하였다.

## 참고문헌
- 『市町村名変遷辞典』東京堂出版、1990年。